# Serhij Oesjakov
Serhij Oesjakov (Oekraïens: Сергій Ушаков) (Archangelsk, 11 mei 1968) is een voormalig Oekraïens wielrenner.

## Carrière
Hij vertegenwoordigde zijn vaderland tweemaal bij de Olympische Spelen: in 1996 en 2000. Bij de wegwedstrijd van 1996 reed hij naar een veertiende plaats en vier jaar later eindigde hij als 39e. Hij was de eerste Oekraïense renner die etappes won in alle drie de Grote Rondes. In 1995 vervolledigde hij, met een etappezege in de Tour de France, de trilogie als 54e renner in de geschiedenis.

## Belangrijkste overwinningen
1988
12e etappe Olympia's Tour
1992
Giro del Mendrisiotto
1993
18e etappe Ronde van Spanje
1995
20e etappe Ronde van Italië
13e etappe Ronde van Frankrijk
2e en 4e etappe Ster van Bessèges
Eindklassement Ster van Bessèges
1996
22e etappe Ronde van Italië
1997
GP Chiasso
4e en 9e etappe Ronde van Catalonië
6e etappe Ronde van Mexico
1999
10e etappe Ronde van Spanje
4e etappe Ronde van Saksen
2002
2e etappe Euskal Bizikleta
2e etappe (deel B) Ronde van Małopolska

## Resultaten in voornaamste wedstrijden
| Jaar | Ronde van Italië | Ronde van Frankrijk | Ronde van Spanje |
| ---- | ---------------- | ------------------- | ---------------- |
| 1993 |                  | 97e                 | 50e (1)          |
| 1994 | 21e              | 63e                 |                  |
| 1995 | 73e (1)          | 74e (1)             | opgave           |
| 1996 | 77e (1)          | buiten tijd         | opgave           |
| 1997 | 94e              | 113e                |                  |
| 1998 | buiten tijd      | opgave              | opgave           |
| 1999 |                  |                     | opgave (1)       |

| Jaar | Milaan-San Remo | Ronde van Vlaanderen | Amstel Gold Race | Luik-Bast.‑Luik | Gent-Wevelgem | Waalse Pijl |  | WK op de weg |
| ---- | --------------- | -------------------- | ---------------- | --------------- | ------------- | ----------- |  | ------------ |
| 1993 |                 |                      |                  |                 |               |             |  |              |
| 1994 |                 |                      | 29e              | 68e             |               | 43e         |  | 49e          |
| 1995 | 32e             |                      |                  |                 |               | 18e         |  |              |
| 1996 | 29e             |                      | 70e              | 51e             |               |             |  |              |
| 1997 | 7e              | 37e                  | 35e              |                 | 4e            | 98e         |  |              |
| 1998 | 92e             |                      | 40e              |                 |               | 74e         |  |              |
| 1999 | 141e            |                      |                  |                 |               |             |  |              |

Wielerploegen van Serhi Oesjakov
Abdoezjaparov ·
Allocchio ·
Belli ·
Bono ·
Bortolami ·  
D. Bramati ·
L. Bramati ·
Cortinovis ·
da Silva ·
Fondriest ·
Gualdi ·
Hontsjenkov ·
Lietti ·
Lombardi ·
Oesjakov · 
Spruch ·
Svorada ·  
Szerszynski · 
Tonkov ·
Zen ·
Totschnig (stagiair)
Abdoezjaparov ·
Boscardin ·
Brasi ·
Bugno ·
Fidanza ·
Gotti · 
Imanaka ·
Martinelli ·
Oesjakov ·
Pelliccioli ·
Peron ·
Scirea ·
Totschnig ·
Wernli ·
Zjdanov ·
Baldinger (stagiair) ·
Pistore (stagiair)
Baldinger ·
Boyer ·
Brasi ·
Chaurreau ·
Crepaldi ·
Fidanza ·
Gianetti · 
Gualdi ·  
Imanaka ·
Leblanc  ·
Lombardi ·
Martinelli ·
Oesjakov ·
Pelliccioli ·
Pianegonda ·
Pistore ·
Scirea ·
Totschnig ·
Celestino (stagiair) ·
Frutti (stagiair) ·
Valoti (stagiair)
Baldinger ·
Brasi ·
Calzavara ·
Celestino ·
Chaurreau ·
Crepaldi ·
Gianetti · 
Gualdi · 
Guerini ·
Guesdon · 
Imanaka ·
Leblanc ·
Lombardi ·
Oesjakov ·
Pianegonda ·
Quaranta ·
D. Rebellin ·
S. Rebellin ·
Totschnig ·
de Vries ·
Colleoni (stagiair) ·
Sacchi (stagiair) ·
Valoti (stagiair)
Atienza ·
Baldinger ·
Brasi ·
Cassani ·
Celestino ·
Chaurreau ·
Colleoni ·
Crepaldi · 
Gualdi · 
Guerini ·
Imanaka ·
Jaksche · 
Leblanc ·
Merckx ·
Oesjakov ·
Quaranta ·
Sacchi ·
Valoti ·
de Vries ·
Ferronato (stagiair) ·
Vainšteins (stagiair) ·
Zinetti (stagiair) 
Andersson ·
Asmaker ·
Blijlevens ·
Capiot ·
de Jongh ·
Dubbeldam ·
Hoffman · 
Ivanov ·
Knaven ·  
Lafis ·
Larsen ·
Michaelsen ·
Møller ·
Oesjakov ·
Roux · 
Van Bondt ·
van der Ven ·
Van Dyck ·
van Kessel ·
Van Petegem ·
Voskamp · 
Vries
Asmaker ·
Blijlevens ·
Capiot ·
Casarotto ·
de Jongh ·
Hoffman · 
Ivanov ·
Klier ·
Knaven ·  
Lafis ·
Møller (tot 31/07) ·
Oesjakov ·
Van Bondt ·
van der Ven ·
Van Dyck ·
van Kessel ·
Van Petegem ·
van Steen ·
Voskamp · 
Vries ·
Kleynen (stagiair) ·
Scheirlinckx (stagiair) ·
Schmitz (stagiair)
Bertolini · Casagranda · Casarotto · Finco · Gajičić · Gobbi · Guidi · Hontsjenkov · Hvastija · Leoni · Magnani · Miceli · Oesjakov · Ongarato · Puttini · Sjefer · Strazzer · Vinale · Zandarin · Furlan (stagiair) · Nikačević (stagiair)
Andriotto · Auriemma · Battistel · Battiston · Brognara · Galli · Guerra · Hervé · Magnani · Manzoni · Oesjakov · Quaranta · Righi · Salomone · Serina · Serri · Valoti · Villa · Zinetti · Falzarano (stagiair) · Giannini (stagiair)